# Entomofília

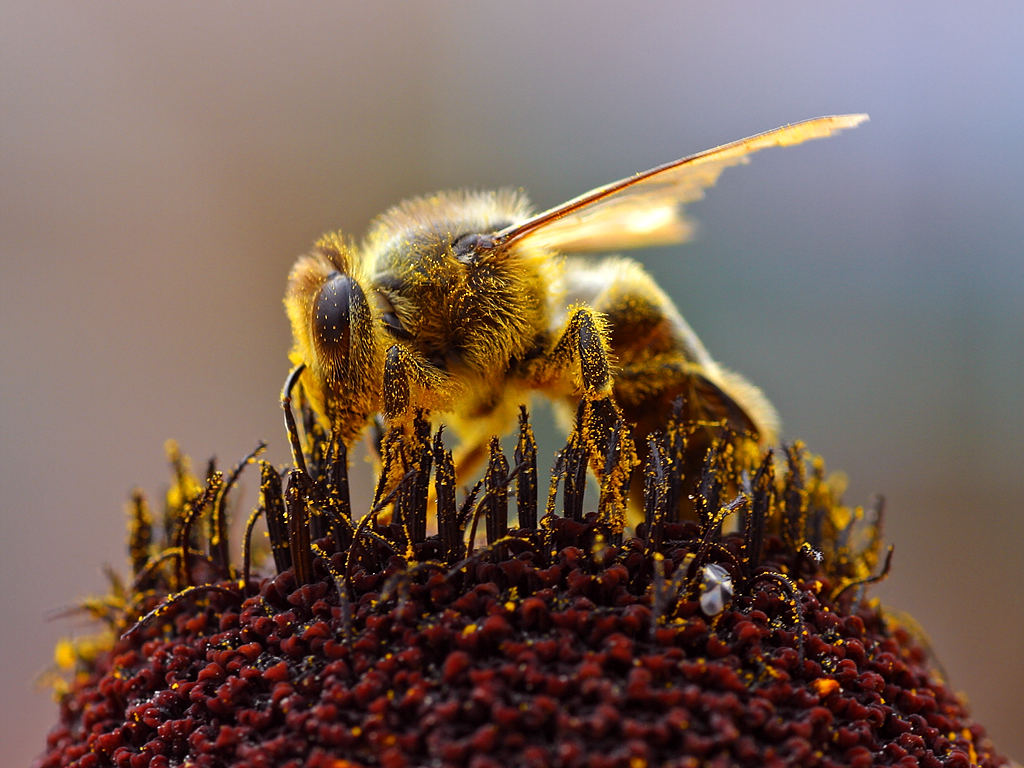
Abella que ha quedat recoberta de pol·len en visitar una flor.

L'entomofília o entomogàmia és el procés de pol·linització en què el pol·len es transmet per insectes. En alguns casos hi ha una relació tan estreta entre la planta i el pol·linitzador que es considera el resultat d'una coevolució. A les nostres latituds, amb l'anemofília (pel vent) és el tipus de pol·linització més freqüent.
Dintre de les plantes entomòfiles (les que presenten entomofília) es parla de plantes entomòfiles «cantaròfiles» si són visitades per coleòpters; «miòfiles» si ho són pels dípters; «melitòfiles», per les abelles; i psicòfiles, per les papallones. Les plantes entomòfiles estan finament adaptades per tal d'atreure les espècies d'insectes amb flors vistoses que presenten gran part de les angiospermes (l'exemple paradigmàtic de les rosàcies o cistàcies amb flor ben esteses i rodones amb un botó central rodejat per una corol·la de colors contrastats). Tanmateix a banda de la vista moltes plantes usen aromes per atreure els seus pol·linitzadors com ara Rafflesia arnoldii.
Moltes plantes o flors es van «especialitzar» en funció de l'insecte que «volen» atreure com vector de pol·linització:
- Melitofília: el que vol dir flors que atreuen himenòpters (abelles i Bombus). Aquests insectes tenen tendència a una espècie vegetal determinada i són pol·linitzadors molt eficaços i estesos, sobretot els de tipus social com les abelles, que mengen pol·len i nèctar. Flors melitófiles solen ser actinomorfes (de simetria radial), amb senyals de mel o guies de nèctar en l'ungla del pètal, grogues o blaves, que són els colors que les abelles poden veure bé, amb abundant nèctar. Unes altres, en canvi, són zigomorfes (simetria bilateral) com els llegums (Fabaceae) i les mentes (Lamiaceae). De vegades agrupades en penjolls que es presten bé al treball metòdic de les abelles.
- Algunes orquídies mimetitzen una femella de borinot o vespa en aspecte i olor i són pol·linitzats per un mascle «enganyat» que tracta d'apariar-se amb elles. En aquest cas el vector no obté cap benefici en canvi de la seva acció.
- Miofília i sapromiofilia. Flors que emeten olors de podrit o fecals i atreuen mosques de la carn o altres similars buscant dipositar els seus ous. És també un cas d'engany.
- Psicofília. Els vectors són ropalòcers (papallones diürnes) que, en la fase adulta, s'alimenten quasi exclusivament de nèctar; les flors són molt evolucionades, petites i agrupades en umbel·les o corimbs, o bé són grans i amb llargs tubs o esperons al fons del qual només les papallones, amb la seva espiritrompa, poden accedir.
- Falenofília i esfingofília amb a pol·linització per papallones nocturnes i borinots; les flors són freqüentment de color crema o groc pàl·lid intensament oloroses quan s'obren a la nit, com gessamins, lligaboscs i dondiegos.
- Coleopterofilia o cantarofília. Els vectors són coleòpters i les plantes produeixen flors actinoformes (de simetria radial) amb pol·len abundant i pètals de color normalment blanc, crema, groc o vermell. Es tracta del tipus de zoofília més antic (es troba en les famílies més antigues amb poliàndria primària o secundària) i pot trobar-se fora de les angiospermes, ja que apareix també en algunes gimnospermes del grup de les cicadals que són pol·linitzades per petits morruts. Les magnòlies i roselles són exemples de pol·linització per coleòpters.

## Nèctars sacarosos i hexosos
Les abelles i vespes preferixen el nèctar de les plantes altes en sacarosa mentre que els sírfids, antòmids, dípters i coleòpters recerquen més els nèctars alts en hexosa. Els lepidòpters predomininen en les plantes baixes en sacarosa comparat amb els àpids. Hi ha una alta correlació entre les plantes de corol·la tubular i la riquesa en sacarosa mentre les corol·les obertes i més fàcilment accessibles tendeixen a ser riques en hexosa.

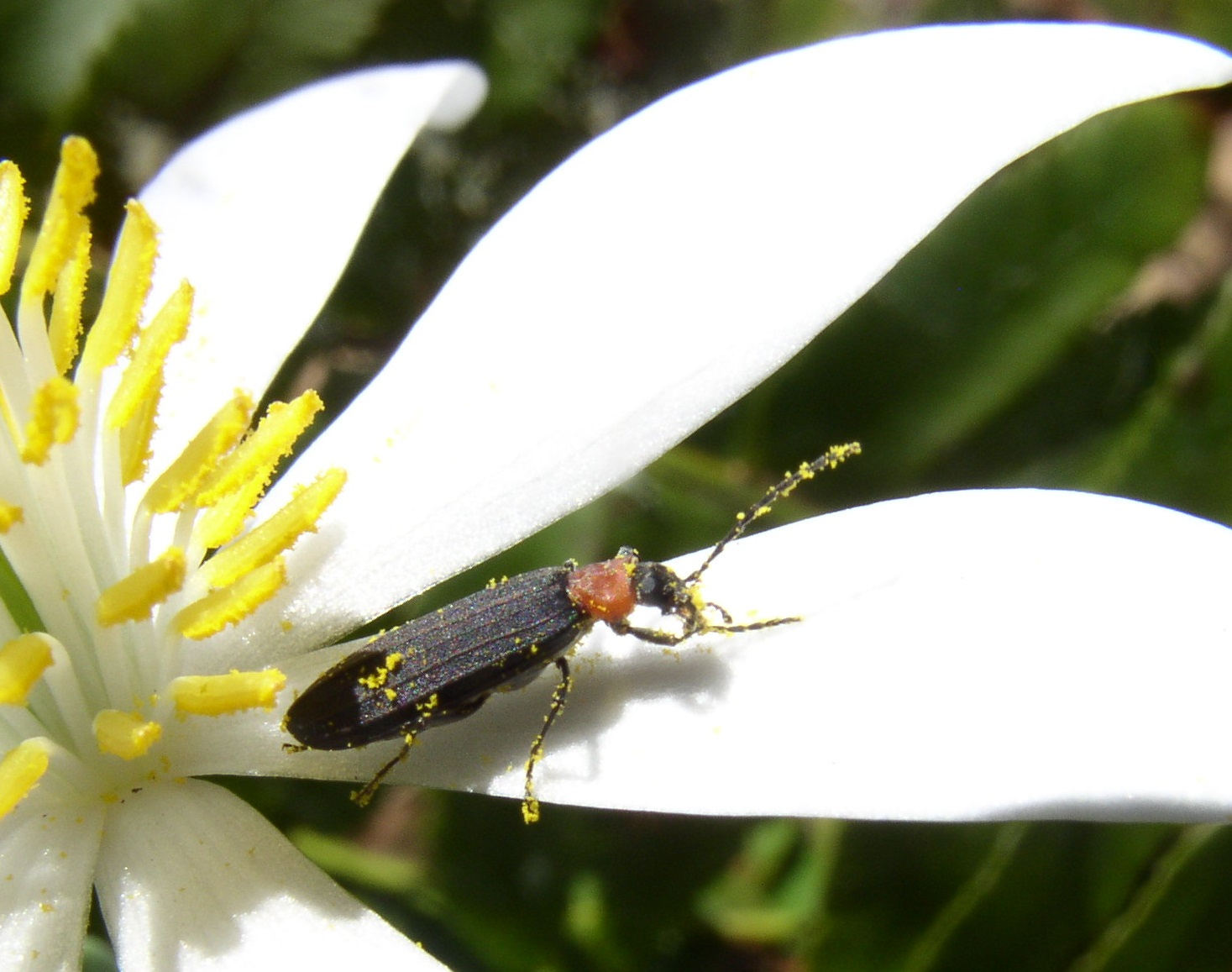
Escarabat, Asclera ruficollis en una flor de Sanguinaria canadensis
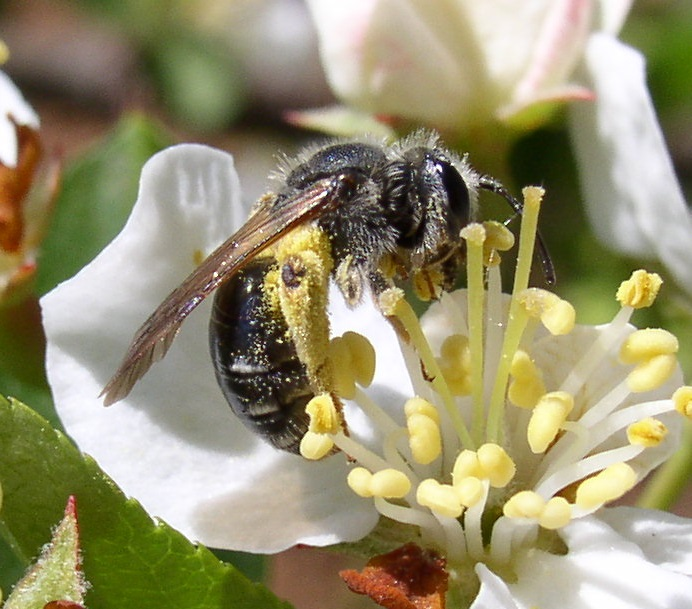
Abella Andrenidae en Prunus
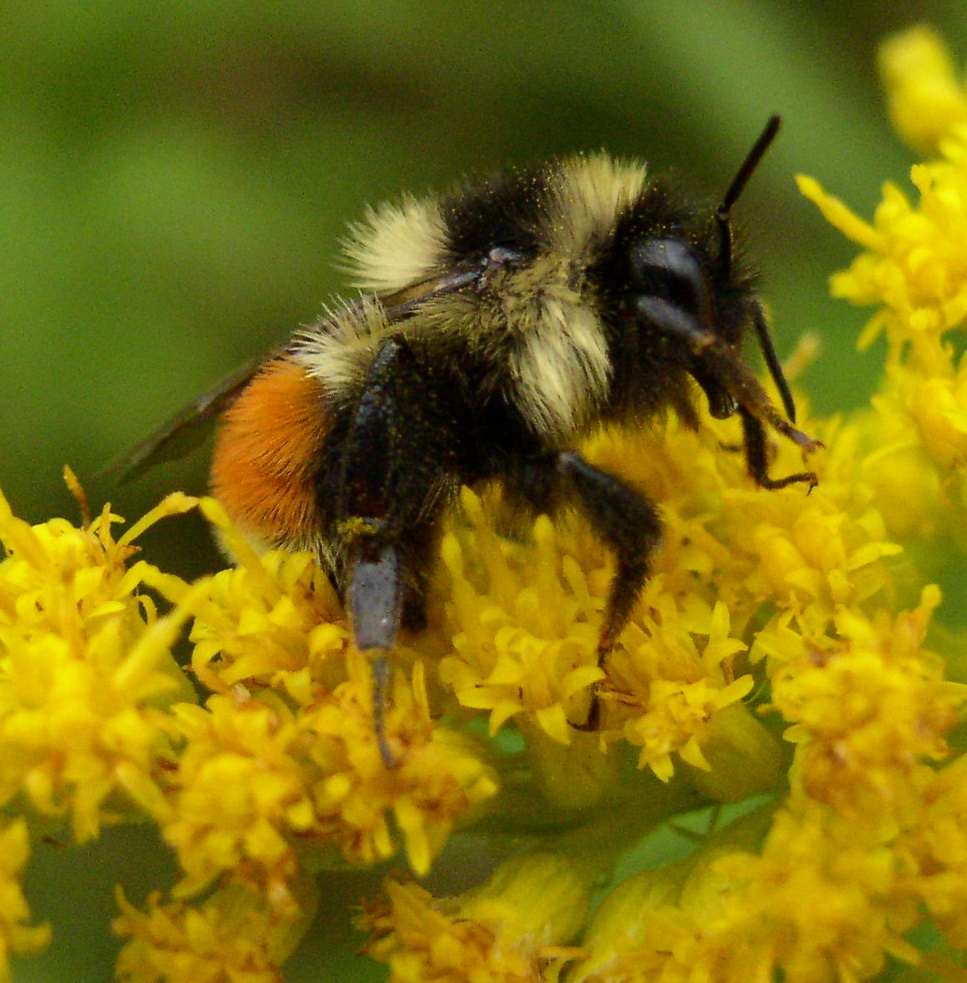
Borinot, Bombus ternarius en un Solidago sp.
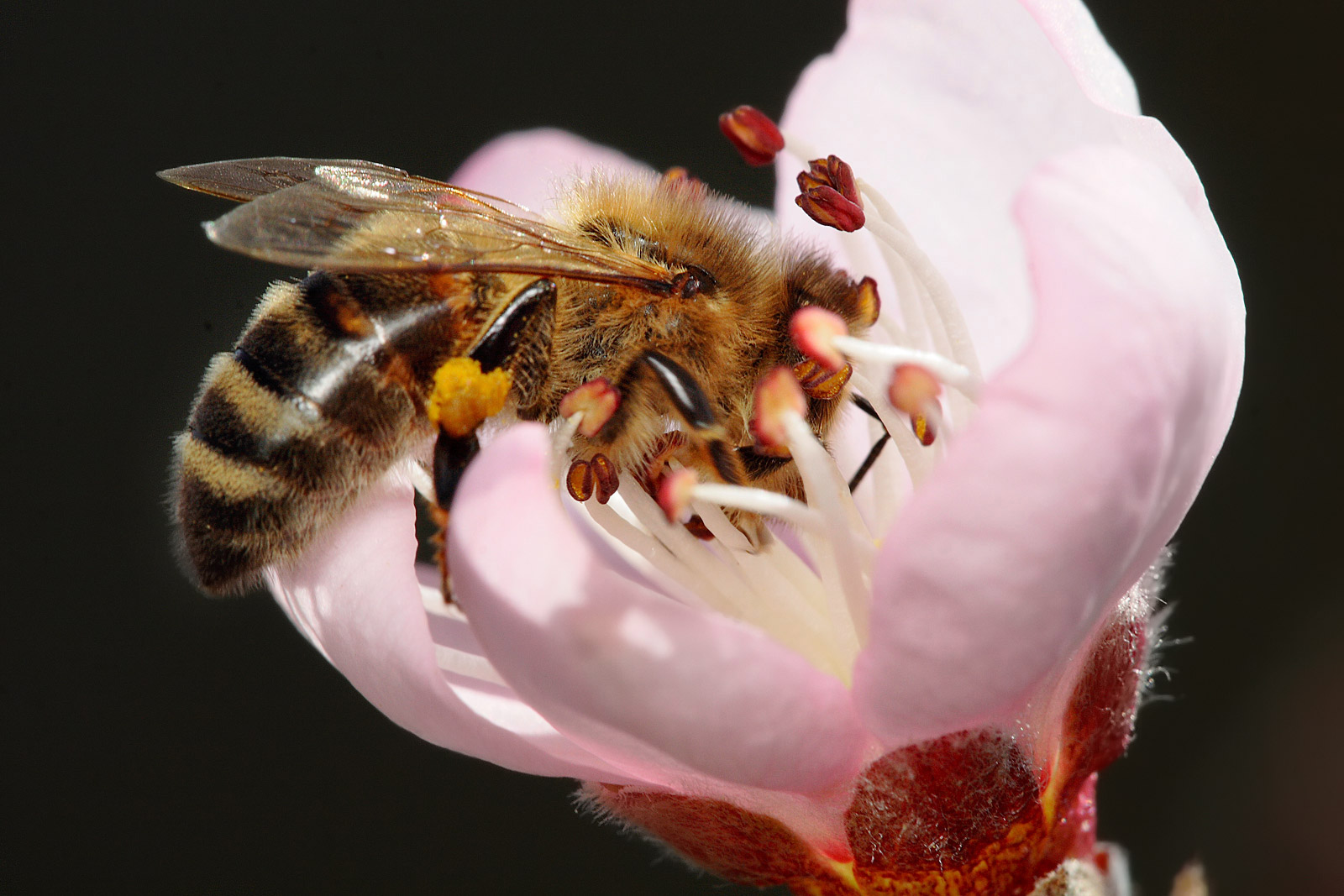
Abella, Apis mellifera